# GP Belek feminino
O GP Belek feminino (oficialmente: GP Belek - WE) é uma carreira profissional feminina de ciclismo de estrada de um dia que se disputa anualmente ao redor de Alanya na província de Antalya na Turquia. É a versão feminina da carreira do mesmo nome.
A primeira edição correu-se no ano 2020 como parte do Calendário UCI Feminino baixo a categoria 1.2.

## Palmarés
| Ano  | Vencedor      | Segundo      | Terceiro            |
| ---- | ------------- | ------------ | ------------------- |
| 2020 | Olha Kulynych | Olena Sharha | Viktoriia Melnychuk |

## Palmarés por países
| País    | Vitórias |
| ------- | -------- |
| Ucrânia | 1        |